# Aborto na China
O aborto na China é legal e é um serviço disponível pelo governo sob pedido das mulheres, exceto em casos de aborto seletivo. Além do acesso praticamente universal a contracepção, o aborto era uma forma comum na China de conter a sua população, de acordo com a sua política do filho único, que perdurou de 1979 a 2015.

## História
No início de 1950, o governo chinês permitia o aborto em casos em que a mãe tinha uma condição preexistente, como a tuberculose ou anemia perniciosa, o que faria com que a gravidez fosse uma ameaça para a vida da mãe; quando a medicina tradicional chinesa não fosse capaz de resolver um feto hiperativo e o aborto espontâneo era esperado; ou quando a mãe já tinha sofrido duas ou mais cesarianas.
Entre 1954 e 1956, a lei foi ampliada para incluir outras doenças preexistentes e incapacidades, tais como a hipertensão e epilepsia, bem como as mulheres que trabalhavam em certos tipos de ocupações. As mulheres que já tinham quatro filhos e ficavam grávidas também estavam qualificadas para a realização de um aborto.
Estas restrições eram vistas como uma maneira do governo de enfatizar a importância do crescimento da população. O estudioso Nie Jing-Bao explica que essas leis foram relaxadas no final dos anos 1950 e início dos anos 1960, com a intenção de reduzir o número de mortes e lesões de mulheres que, ao longo da vida, se sujeitavam a abortos ilegais, bem como serviam como uma forma de controle populacional quando utilizado em conjugação com o controle de natalidade.

## Estatísticas
Estatísticas precisas sobre o número de abortos realizados anualmente são difíceis de encontrar, já que nem todos os abortos são registrados, e as estatísticas de planejamento familiar são geralmente consideradas segredos de Estado. No entanto, em 2008, havia uma estimativa de 13 milhões de abortos realizados anualmente na China, e aproximadamente 10 milhões de pílulas abortivas vendidas. Abortos induzidos são mais comuns em áreas urbanas, onde os casais só podem ter um filho. Nas áreas rurais, é permitido ter um segundo filho se o primeiro nascido é uma menina ou a partir de uma "autorização de segunda luz", custando cerca de 4 000 yuans (US$ 600). Nos anos 70, o aborto foi denominado oficialmente uma "medida corretiva" para a realização de objetivos de controle da população da China.

## Aborto seletivo
A exceção à permissibilidade da realização do aborto na China é imposta à prática de aborto seletivo, ocorrendo em muitos casos quando se tem conhecimento do sexo do bebê, durante o pré-natal. Argumenta-se que abortos seletivos continuam a ser um dos fatores-chave na razão sexual nomeadamente desequilibrada na China, como o desequilíbrio não pode ser explicado unicamente pelo sub-registro de nascimentos do sexo feminino ou pelo excesso de mortalidade de crianças do sexo feminino. Em 2001, 117 meninos nasceram para cada 100 meninas. Estas tendências são explicadas pela persistência de uma preferência por filhos do sexo masculino entre as famílias chinesas.
Em 2005, o governo começou um plano de ação que consiste em dez políticas com o objetivo de normalizar a razão de sexo dos recém-nascidos. No âmbito deste plano, o aborto seletivo foi proibido, assim como o diagnóstico do sexo do bebê no pré-natal, e punições mais severas eram implementadas por violar ambas as regras. Outras políticas incluem o controle da comercialização de máquinas de ultra-som e melhorar os sistemas utilizados por organizações médicas e planejamento familiar para informar sobre nascimentos, abortos e gestações.
Apesar disso, o aborto seletivo continua a ser praticado, uma vez que não é facilmente regulado pelo governo, e porque a ideia de um "filho-preferência" persiste. Além disso, em muitos casos, o casal pode pagar para ser informado do sexo do seu filho ao ter um ultra-som feito.